# Костінов Валерій Валентинович
Вале́рій Валенти́нович Ко́стінов (нар. 30 серпня 1943) — радянський та український спортивний журналіст і телерадіокоментатор. Заслужений журналіст України. Кавалер ордена «За заслуги» III ступеня.

## Життєпис
З дитинства Валерій Костінов займався радіоспортом, був чемпіоном та рекордсменом України і Радянського Союзу. Саме радіоспорт і привів його у журналістику — спочатку Костінов час від часу друкувався в газеті «Патріот Батьківщини», де висвітлював змагання зі спорту, в якому сам брав участь, а згодом його було запрошено працювати у виданні на постійній основі як оглядача технічних і військово-прикладних видів спорту.
З 1980 року Валерій Костінов почав працювати у спортивній редакції УТ-1. У 1983 році його було призначено керівником редакції мовлення на Київ та Київську область.
У 2003–2004 роках коментував змагання «Формули-1» у парі з Віктором Савіновим.
Неодноразово відзначений різноманітними нагородами та почесними званнями за успіхи у журналістиці.

## Відзнаки
Звання
- Заслужений журналіст України[5]
- Почесний працівник телебачення України[5]

Нагороди
- Орден «За заслуги» III ступеня (2013)[5]